# Wilson Fonseca
Wilson Dias da Fonseca, citato anche come Wilson Fonseca o Maestro Isoca (Santarém, 17 novembre 1912 – Belém, 24 marzo 2002), è stato un direttore d'orchestra, compositore e scrittore brasiliano.
È stato un grande promotore della cultura e della storia dell'Amazzonia, fondando l'Academia Paraense de Música e come membro dell'Academia Paraense de Letras.
Durante la sua vita ha composto più di 1 600 canzoni, molte delle quali ispirate a temi folcloristici e alle bellezze naturali della sua terra. Nella sua città natale, Santarém, dal 1994 esiste una scuola di musica che porta il suo nome e alla sua memoria è stato dedicato l'aeroporto cittadino.